# فلیکس مانتیلا بوتلا
 فلیکس مانتیلا بوتلا (کاتالونیایی: Fèlix Mantilla Botella؛ زاده ۲۳ سپتامبر ۱۹۷۴) یک تنیس‌باز اهل اسپانیا است. 